# A Reformed Santa Claus
A Reformed Santa Claus és una pel·lícula muda nord-americana produïda per la Vitagraph i interpretada per Charles Kent i Helen Gardner.Es va estrenar el 22 de desembre de 1911

## Argument
El propietari d'una mina és perseguit pels seus treballadors en vaga. Entra dins la casa d'una vídua modista que té dues nenes demanant poder-s'hi refugiar. Ella li demana que mentrestant es disfressi de Santa Claus per a les nenes. L'esperit nadalenc entra en el seu cor fent-lo més raonable i generós. Quan els perseguidors arriben no el reconeixen i ell decideix acceptar les seves demandes.

## Repartiment
- Charles Kent (propietari de la mina)
- Helen Gardner (Alicia, modista vídua)
- Dolores Costello (filla d'Alicia)
- Helene Costello (filla d'Alicia)
- Alec B. Francis
- George Stewart
- Leo Delaney
- Charles Eldridge